# 1360 w polityce

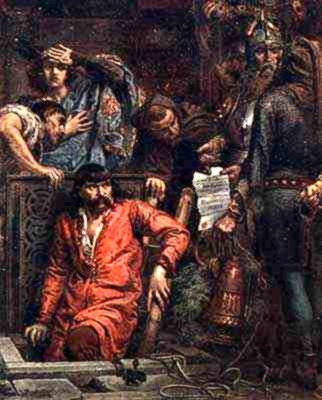
Jan Matejko, Maćko Borkowic schodzi do lochu głodowego

Wydarzenia polityczne w 1360 roku.

## Wydarzenia
- Kazimierz Wielki (za zgodą Kiejstuta) rozpoczął budowę zamku w Rajgrodzie (na styku granic Mazowsza, Litwy oraz Prus), który zniszczyła ekspedycja krzyżacka[1].
- Turcy zdobyli Adrianopol[2].
- pokój w Brétigny[2][3].
- Hanza pokonała Flandrię[2].
- Dania zdobyła Skanię oraz Visby[2].

## Zmarli
- Maciej Borkowic został skazany na śmierć głodową[4].